# Sto metrów miłości
Sto metrów miłości – polski czarno-biały film komediowy z 1932 w reżyserii Michała Waszyńskiego, według scenariusza Konrada Toma. Bohaterem filmu jest Dodek (Adolf Dymsza), który dostaje się pod skrzydła mecenasa sportu i rozpoczyna poszukiwanie najlepszej dla siebie dyscypliny sportu. Ostatecznie wygrywa bieg na 100 metrów i zdobywa względy modystki Zosi (Zula Pogorzelska).
W chwili premiery Sto metrów miłości spotkały się przeważnie z pozytywnymi recenzjami krytyków oraz zostały ciepło przyjęte przez publiczność. Filmoteka Narodowa uznaje film za zaginiony.

## Fabuła
Dodek, uliczny sprzedawca piosenek kabaretowych, ucieka przed opryszkami. Sytuację obserwuje „mecenas sportu” Moniek vel Mieszek Oszczep-Sardinenfisz, który widzi w uciekającym talent sportowy na miarę Janusza Kusocińskiego. Dodek sprawdza się w różnorodnych konkurencjach – pływaniu, wiosłowaniu i bieganiu. Po wielu perypetiach wygrywa bieg na 100 metrów w mistrzostwach Polski, zdobywając jednocześnie serce modystki Zosi.

## Obsada
- Zula Pogorzelska – Zośka, dziewczyna z magazynu mód
- Adolf Dymsza – Dodek
- Konrad Tom – Moniek vel Mieszek Oszczep-Sardinenfisz
- Ludwik Lawiński – Rybkes
- Dora Kalinówna – Dora, siostra Rybkesa
- Krystyna Ankwicz – sportsmenka Lili
- Mieczysław Cybulski – Jan Łęski
- Franciszek Petersile – szybkobiegacz Janusz Pedałowicz
- Jerzy Kobusz
- Antoni Różycki
- Stefania Betcherowa
- Eugeniusz Koszutski
- Marian Rentgen-Güntner

## Tło historyczne
W epoce kina niemego w polskiej kinematografii komedia pojawiała się bardzo rzadko. Przyczyną tego stanu rzeczy był brak odpowiednich aktorów i twórców, którzy potrafiliby w odpowiedni sposób przygotować komiczne nieme widowisko, oparte na gagach i mierzeniu się bohaterów z przeciwnościami losu. Sytuację tę zmieniło zastosowanie dźwięku w filmie polskim na początku lat 30. XX wieku. Jeszcze w sezonie 1929/1930 żaden z siedemnastu zrealizowanych filmów nie reprezentował tego gatunku, natomiast na przełomie 1932/1933 już pięć premier spośród dwunastu było komediami. O jej popularności (przede wszystkim w postaci farsy lub komedii muzycznej) w pierwszej połowie lat 30. zadecydowało kilka przyczyn. Po pierwsze, istniały gotowe zespoły aktorów i autorów, pracujących w warszawskich kabaretach literackich i rewiach, takich jak: Qui Pro Quo, Teatr Banda i Morskie Oko. Scenarzyści, wywodzący się z tego środowiska lub inspirowani przez jego przedstawicieli, nie silili się na oryginalność i wykorzystywali wzorce fabularne z francuskich fars bulwarowych, berlińskich komedii muzycznych i wiedeńskich operetek, po czym dodawali do nich postaci i motywy, wypracowywane przez lata na stołecznych scenach kabaretowych. Po drugie, w owym czasie trwał kryzys ekonomiczny, oddziałujący na wszystkie warstwy społeczne. Widzowie chcieli zapomnieć o codziennych troskach, dlatego w komediach królowały wątki wygranych na loterii, bogatych ożenków, bądź też zaskakujących awansów społecznych. Humorowi, opartemu na banalnych i nieprawdopodobnych sytuacjach, towarzyszyły wesołe piosenki, chwytliwe powiedzonka oraz satyra na drobnomieszczaństwo. Po trzecie, realizacja komedii była nieco łatwiejsza, czasami również trochę tańsza od produkcji innych gatunków filmowych.

## Produkcja
Sto metrów miłości, realizowane przez wytwórnię Patria-Film, było reklamowane w prasie jako „pierwsza polska komedia sportowa” w „100% mówiona i śpiewana”. Kierownik produkcji, Józef Rosen, w wywiadzie dla „Słowa Częstochowskiego” podkreślił, że duże znaczenie dla powstania filmu miały sukcesy polskich sportowców w zawodach międzynarodowych.
Reżyserem filmu był Michał Waszyński, za scenariusz odpowiadał Konrad Tom na podstawie pomysłu Adolfa Dymszy. Ścieżkę dźwiękową Stu metrów miłości stanowiło pięć piosenek, skomponowanych przez Władysława Dana do tekstów Konrada Toma i Juliana Tuwima. Motywem przewodnim filmu był marsz „Gazu, gazu!” (słowa: K. Tom), pozostałymi piosenkami były fokstrot „Grunt się nie przejmować” (słowa: K. Tom), tango „Sardinenfisz” (słowa: K. Tom), slow-fox „Ja chcę tylko szczęścia mieć trochę” (słowa: K. Tom) i tango „Hispano Juif” (słowa: K. Tom, J. Tuwim). Zdjęcia filmowe realizowano w atelier Falanga, na stadionie i pływalni Legii oraz na warszawskich ulicach. Posłużono się również wnętrzami Teatru Małego (siedziba kabaretu Banda). Zespół aktorski tworzyli przede wszystkim członkowie tegoż kabaretu (Adolf Dymsza, Zula Pogorzelska, Konrad Tom, Ludwik Lawiński) oraz aktorzy dramatyczni (Krystyna Ankwicz i Mieczysław Cybulski).
Sto metrów miłości nie odbiegało znacząco w swojej konstrukcji od filmu Romeo i Julcia (1932). Była to seria luźno skomponowanych skeczy kabaretowych, gdzie szczególną rolę odgrywał humor „szmoncesowy” i ludowy. W ten sposób produkcja upodabniała się bardziej do widowiska rewiowego niż opowieści filmowej.

## Odbiór

### Premiera i recenzje
Premiera Stu metrów miłości odbyła się 15 listopada 1932 w warszawskim kinie Casino. Film został przyjęty entuzjastycznie przez publiczność.
Film uzyskał przychylne opinie prasowe w „Dzienniku Wileńskim”, „Kinie”, „Kurierze Warszawskim”, „Naszym Przeglądzie” i „Polsce Zbrojnej”. Przede wszystkim recenzenci uznali go za jedną z wyróżniających się produkcji pod względem jakości w polskiej kinematografii w ostatnich latach. Według sprawozdawcy „Naszego Przeglądu” „z prawdziwym uznaniem należy powitać ten miły, bezpretensjonalny, pogodny film. Krajowa produkcja filmowa grąży się w coraz bardziej wymyślnych i nierealnych konfliktach dramatycznych. Po obejrzeniu ostatnich wyczynów w tej dziedzinie komedja przynosi nam wyraźne odprężenie i ulgę, zwłaszcza komedja zakrapiana swoistym humorem i zdrowym dowcipem”. Zdaniem krytyków zaletami Stu metrów miłości były dobre tempo, pomysłowe gagi i kawały, brak teatralności i deklamatorstwa. Pochwały zyskało również udźwiękowienie („głosy brzmią na ogół wyraźnie i poprawnie”) i strona muzyczno-wokalna. Uwagi kierowano pod adresem scenariusza, albowiem sceny nie zawsze były ze sobą ściśle powiązane.
Recenzent „5-tej Rano” nie wydał jednoznacznie pozytywnej ani negatywnej oceny. Jego zdaniem 100 metrów miłości to sfilmowana i udźwiękowiona seria skeczów i monologów, która znalazła uznanie w oczach publiczności. Stefania Zahorska, związana z „Wiadomościami Literackimi”, nie podzielała zachwytów widzów. W dosadny sposób napisała: „Ostatecznie jest to pierwsza polska komedja sportowa, i słyszałam wyraźnie śmiechy na widowni. Było to nawet usprawiedliwione w momentach, kiedy Dymsza wypinał dolną połowę swego ciała w klasyczny już dzisiaj łuk, a Zula drapała się w podobne miejsce również monumentalnie. Tom też był dobry. Bywały także epizody smutne, kiedy np. jakiś aktor wygłaszał z ekranu słowa: «Ach to wspaniale, oszaleję z radości». Kropka. Tak mówią i patrzą otruci arszenikiem nieboszczycy, po ekshumacji”.
Wiele uwagi poświęcono grze aktorskiej. Recenzent „Naszego Przeglądu” wystawił wysoką notę Adolfowi Dymszy, który jako „świetny aktor charakterystyczny, [...] okazał się zarazem doskonałym komikiem filmowym. Nieomal każdy jego ruch wywołuje salwy śmiechu na widowni. Rola stworzona przez niego w «Stu metrach miłości» zasługuje na całkowity aplauz, godna jest wzorów amerykańskich, a przytem wnosi na ekran coś odrębnego i swojskiego”. Docenił także pierwszoplanową aktorkę, Zulę Pogorzelską, która „nareszcie otrzymała we filmie odpowiednią dla siebie rolę”. Odmienne zdanie o występie Pogorzelskiej miał sprawozdawca „Dziennika Wileńskiego”, który zasugerował, że jej śpiew „powinien być zastąpiony przez bardziej utalentowanym”. Krytycy ocenili również wysoko grę innych aktorów, z wyjątkiem Krystyny Ankwicz i Mieczysława Cybulskiego, niemających wielkiego pola do popisu.

### Po latach
Porównując dziesięć polskich komedii z początku lat 30. XX wieku, Leszek i Barbara Armatysowie ocenili negatywnie Sto metrów miłości, Romeo i Julcię (1933) oraz Pieśniarza Warszawy (1934). Ich zdaniem filmy te zostały wyprodukowane seryjnie zgodnie z panującą modą, poza tym dostarczały łatwej rozrywki w guście „saperów, kucharek i pomocnic domowych”. Jednak podobnie jak inni przedstawiciele tego gatunku, posiadają pewną wartość, mianowicie prezentują styl sławnych wówczas artystów kabaretowych.
Jerzy Toeplitz uznał Sto metrów miłości, Ułanów, ułanów, chłopców malowanych (1932), 10% dla mnie (1933) oraz Romeo i Julcię za ordynarne. Szczególnie potępił „niewybredny dowcip, często typu klozetowego” oraz grę aktorów, którzy zamiast ukazać swój talent komiczny, „wygłupiali się”.

### Prasa
- Adolf Dymsza, „Kino”, 1932, nr 33 (14 VIII), Warszawa: Prasa Polska S.A.
- „Bandyci” na ekranie, „5-ta Rano”, 1932, nr 322 (15 XI), Warszawa: E. Śpiewak.
- Kino i film, „Dziennik Wileński”, 1932, nr 290 (18 XI), Wilno.
- Konrad Tom nie chce być artystą filmowym, ale ..., „Kino”, 1932, nr 44 (30 X), Warszawa: Prasa Polska S.A.
- Stefania Zahorska, Kronika filmowa, „Wiadomości Literackie”, 1933, nr 2 (8 I), Warszawa: Antoni Borman i M. Grydzewski.
- Na świetlnej scenie, „5-ta Rano”, 1932, nr 328 (21 XI), Warszawa: E. Śpiewak.
- Nowe drogi rozwoju filmu polskiego, „Słowo Częstochowskie”, 1932, nr 239 (18 X), Warszawa: Spółdzielnia Drukarsko-Wydawnicza „Prasa”.
- Przed ekranem, „Kurier Warszawski”, 1932, nr 317 (16 XI), Warszawa.
- Recenzje filmowe, „Nasz Przegląd”, 1932, nr 321 (19 XI), Warszawa.
- Sto metrów miłości, „Kino”, 1932, nr 30 (24 VII), Warszawa: Prasa Polska S.A.
- Sto metrów miłości i Bandy na ekranie, „Kino”, 1932, nr 50 (11 XII), Warszawa: Prasa Polska S.A.
- Z ekranu na ekran, „Kino”, 1932, nr 48 (27 XI), Warszawa: Prasa Polska S.A.
- Ze świata filmu, „Polska Zbrojna”, 1932, nr 319 (18 XI), Warszawa: Remigjusz Kwiatkowski.

### Opracowania
- Leszek Armatys, Barbara Armatys, Wiesław Stradomski, Historia filmu polskiego, t. 2, Warszawa: Wydawnictwa Artystyczne i Filmowe, 1988, ISBN 83-221-0368-9.
- Leszek Armatys, Wiesław Stradomski, Od „Niewolnicy zmysłów” do „Czarnych diamentów”. Szkice o polskich filmach z lat 1914–1939, Warszawa: Centralny Ośrodek Metodyki Upowszechniania Kultury, 1988, ISBN 83-7010-049-X.
- Tadeusz Lubelski, Historia kina polskiego 1895–2014, Kraków: Towarzystwo Autorów i Wydawców Prac Naukowych „Universitas”, 2015, ISBN 978-83-242-2707-5.
- Jerzy Toeplitz, Historia sztuki filmowej, t. III, Warszawa: Wydawnictwa Artystyczne i Filmowe, 1959.